# Pench National Park
Pench National Park är en nationalpark i Indien.   Den ligger i delstaten Maharashtra, i den centrala delen av landet, 800 km söder om huvudstaden New Delhi. Pench National Park ligger 357 meter över havet.